# Barão de Vasconcelos

Brasão da família Smith de Vasconcellos

Barão de Vasconcellos , é um título nobiliárquico criado por D. Luís I de Portugal, por Decreto de 13 de Abril de 1863, em favor de José Smith de Vasconcellos.
Titulares
1. José Smith de Vasconcellos, 1.º Barão de Vasconcellos;
2. Rodolpho Smith de Vasconcellos, 2º Barão de Vasconcellos;

Após a Implantação da República Portuguesa, e com o fim do sistema nobiliárquico, usou o título: 
1. Jaime Smith de Vasconcellos, 3.º Barão de Vasconcellos.